# Decatur (Mississippi)
Decatur település az Amerikai Egyesült Államok Mississippi államában, Newton megyében, melynek megyeszékhelye is. Lakosainak száma 1945 fő (2020. április 1.).

## Története
Newton megyét 1836-ban hozták létre, és Decatur lett a megyeszékhely. Az első bíróság épülete egy 1836-ban épült rönkház volt. A második egy 1840-ben épült favázas szerkezetű. A bíróság 1845-ben leégett, majd újjáépítették, de 1864-ben elpusztult a polgárháború alatt. A legújabb Newton megyei bíróságot 1972-ben építették, a Tatum Concrete Company közreműködésével.

## Népesség
A település népességének változása:

| 2010 | 1 841 |
| 2020 | 1 945 |